# Antonio di Lorena
Antonio di Lorena il Buono (Bar-le-Duc, 4 giugno 1489 – Bar-le-Duc, 14 giugno 1544) fu duca di Lorena dal 1508 fino alla sua morte.

## Biografia
Era figlio di Renato II di Lorena, e di sua moglie, Filippina di Gheldria.
Crebbe alla corte di Luigi XII, con il fratello Claudio e fece amicizia con il cugino, il duca di Angoulême, il futuro Francesco I. A diciannove anni, alla morte del padre, sua madre Filippina sostenne la reggenza, ma Antonio venne dichiarato in età competente e qualificato per governare.
Nel 1509 consegnò il ducato nelle mani di sua madre e il vescovo di Toul Hugues des Hazards e andò accompagnando il re Luigi XII nelle guerre d'Italia. Prese parte alla battaglia di Agnadello del 14 maggio 1509. Da questa campagna, il suo medico personale, Symphorien Champier, fu nominato cavaliere di Marignan.
Dopo la morte di Luigi XII, partecipò all'incoronazione di Francesco I e lo accompagnò nella battaglia di Marignano. Ma a causa dei problemi interni nel ducato, egli non partecipò alla battaglia di Pavia, dove venne ucciso suo fratello Francesco, conte di Lambesc.
Nel 1538, egli fu pretendente al Ducato di Gheldria ed alla Contea di Zutphen a seguito della morte di Carlo di Egmond, ma non poté mai prendere fisicamente possesso di queste proprietà.
Antonio fu un sostenitore della Controriforma. Durante il suo periodo di regno dovette fronteggiare numerose rivolte popolari.

## Matrimonio
Il 26 giugno 1515 Antonio sposò Renata di Borbone-Montpensier (1494–1539), figlia di Gilberto di Borbone-Montpensier e di Chiara Gonzaga, dalla quale ebbe sei figli:
- Francesco (1517–1545), duca di Lorena;
- Anna (1522–1549), sposò in prime nozze Renato di Châlon e in seconde nozze Philippe II de Croÿ;
- Nicola (1524–1577), duca di Mercoeur;
- Giovanna (1526–1532);
- Antonio (1528);
- Elisabetta (1530).

## Ascendenza
|                          |                   |                         | Genitori                  |  |  | Nonni |  |  | Bisnonni             |  |  | Trisnonni               |  |
|                          |                   |                         |                           |  |  |       |  |  | Antonio di Vaudémont |  |  | Federico I di Vaudémont |  |
|                          |                   |                         |                           |  |  |       |  |  | Antonio di Vaudémont |  |  | Federico I di Vaudémont |  |
|                          |                   | Margherita di Joinville |                           |  |  |       |  |  | Antonio di Vaudémont |  |  |                         |  |
| Federico II di Vaudémont |                   |                         |                           |  |  |       |  |  | Antonio di Vaudémont |  |  |                         |  |
|                          |                   | Maria d'Harcourt        | Giovanni VII d'Harcourt   |  |  |       |  |  |                      |  |  |                         |  |
|                          |                   | Maria d'Harcourt        | Giovanni VII d'Harcourt   |  |  |       |  |  |                      |  |  |                         |  |
|                          |                   | Maria d'Harcourt        | Maria d'Alençon           |  |  |       |  |  |                      |  |  |                         |  |
| Renato II di Lorena      |                   | Maria d'Harcourt        |                           |  |  |       |  |  |                      |  |  |                         |  |
|                          |                   | Renato d'Angiò          | Luigi II d'Angiò          |  |  |       |  |  |                      |  |  |                         |  |
|                          |                   | Renato d'Angiò          | Luigi II d'Angiò          |  |  |       |  |  |                      |  |  |                         |  |
|                          |                   | Renato d'Angiò          | Iolanda di Aragona        |  |  |       |  |  |                      |  |  |                         |  |
| Iolanda d'Angiò          |                   | Renato d'Angiò          |                           |  |  |       |  |  |                      |  |  |                         |  |
|                          |                   | Isabella di Lorena      | Carlo II di Lorena        |  |  |       |  |  |                      |  |  |                         |  |
|                          |                   | Isabella di Lorena      | Carlo II di Lorena        |  |  |       |  |  |                      |  |  |                         |  |
|                          |                   | Isabella di Lorena      | Margherita del Palatinato |  |  |       |  |  |                      |  |  |                         |  |
| Antonio di Lorena        |                   | Isabella di Lorena      |                           |  |  |       |  |  |                      |  |  |                         |  |
|                          | Arnoldo di Egmond | Giovanni II di Egmond   |                           |  |  |       |  |  |                      |  |  |                         |  |
|                          | Arnoldo di Egmond | Giovanni II di Egmond   |                           |  |  |       |  |  |                      |  |  |                         |  |
|                          | Arnoldo di Egmond | Maria van Arkel         |                           |  |  |       |  |  |                      |  |  |                         |  |
| Adolfo di Egmond         | Arnoldo di Egmond |                         |                           |  |  |       |  |  |                      |  |  |                         |  |
|                          |                   | Caterina di Clèves      | Adolfo I di Clèves        |  |  |       |  |  |                      |  |  |                         |  |
|                          |                   | Caterina di Clèves      | Adolfo I di Clèves        |  |  |       |  |  |                      |  |  |                         |  |
|                          |                   | Caterina di Clèves      | Maria di Borgogna         |  |  |       |  |  |                      |  |  |                         |  |
| Filippina di Gheldria    |                   | Caterina di Clèves      |                           |  |  |       |  |  |                      |  |  |                         |  |
|                          |                   | Carlo I di Borbone      | Giovanni I di Borbone     |  |  |       |  |  |                      |  |  |                         |  |
|                          |                   | Carlo I di Borbone      | Giovanni I di Borbone     |  |  |       |  |  |                      |  |  |                         |  |
|                          |                   | Carlo I di Borbone      | Maria di Berry            |  |  |       |  |  |                      |  |  |                         |  |
| Caterina di Borbone      |                   | Carlo I di Borbone      |                           |  |  |       |  |  |                      |  |  |                         |  |
|                          |                   | Agnese di Borgogna      | Giovanni di Borgogna      |  |  |       |  |  |                      |  |  |                         |  |
|                          |                   | Agnese di Borgogna      | Giovanni di Borgogna      |  |  |       |  |  |                      |  |  |                         |  |
|                          |                   | Agnese di Borgogna      | Margherita di Baviera     |  |  |       |  |  |                      |  |  |                         |  |
|                          |                   | Agnese di Borgogna      |                           |  |  |       |  |  |                      |  |  |                         |  |